# Smlouva z Poděbrad
Smlouva z Poděbrad byla sepsána 4. prosince 1268 mezi korutanským vévodou Oldřichem III. a českým králem Přemyslem Otakarem II. Oldřich, který v době sepsání smlouvy byl bez legitimního dědice, ustanovil svého bratrance Přemysla univerzálním dědicem svých zemí, krom příjmů své choti a zbožných donací. Učinil tak bez vědomí svého mladšího bratra Filipa, který se jej pokoušel podvrženými listinami přesvědčit o tom, že po otcově smrti mají dědit Korutany oba a v případě Oldřichovy smrti bez potomstva, má dědit Filip, aniž by to ohrozilo jeho arcibiskupský titul.
Mezi svědky smlouvy se objevil Albrecht Tyrolsko-Gorický, štýrský hrabě Oldřich z Heunburgu, vyšehradský probošt a kancléř Petr, brněnský probošt Konrád a řada dalších. Významná je absence souhlasu římského krále a také Filipa Sponheimského, který jí byl vyděděn.